# پرواز ۱۵۴۹ یو اس ایرویز
پرواز ۱۵۴۹ یو اس ایرویز (انگلیسی: US Airways Flight 1549) یک ایرباس A320-214 بود که در تاریخ ۱۵ ژانویه ۲۰۰۹ از فرودگاه لاگواردیا شهر نیویورک عازم فرودگاه بین‌المللی شارلوت داگلاس برای توقف بین راهی بود که مجبور به فرود اضطراری در آب‌های رود هادسون می‌شود.
با وجود از کار افتادن هر دو موتور بر اثر برخورد دسته پرندگان، کاپیتان سالی سالنبرگر به همراه کمک خلبانش جفری اسکایلز توانست هواپیما را به آرامی در آب رودخانه بنشاند، سالم نشاندن یک هواپیما در آب رودخانهٔ هادسون سابقه نداشته؛ و در حالی که هواپیما تا نیمه در آب غوطه‌ور بود، همه ۱۵۵ مسافر و خدمه این هواپیمای ایرباس A320 تخلیه شدند. چند تن از سرنشینان در این حادثه دچار صدمات جزئی شدند و تعداد کمی از آن‌ها صدمات جدی دیدند. از این حادثه به عنوان «معجزه در هادسون» نیز یاد می‌شود. ابتدا آنها به خاطر برنگرداندن هواپیما به فرودگاه مورد اتهام قرار گرفتند؛ اما بعد با بررسی‌های دقیق زمانی متوجه شدند که فرود در هادسون بهترین و عقلانی‌ترین کار ممکن بود. پس از این حادثه کاپیتان سولنبرگر و خدمه این پرواز مورد ستایش قرار گرفتنند و به آن‌ها لقب قهرمانان را دادند.
فیلم سینمایی سالی با بازی تام هنکس بر اساس این ماجرا در سال ۲۰۱۶ ساخته شده‌است.